# Stalolidia fascifrons
Stalolidia fascifrons är en insektsart som beskrevs av Henry Fairfield Osborn 1924. Stalolidia fascifrons ingår i släktet Stalolidia och familjen dvärgstritar. Inga underarter finns listade i Catalogue of Life.